# Lasy Parczewskie

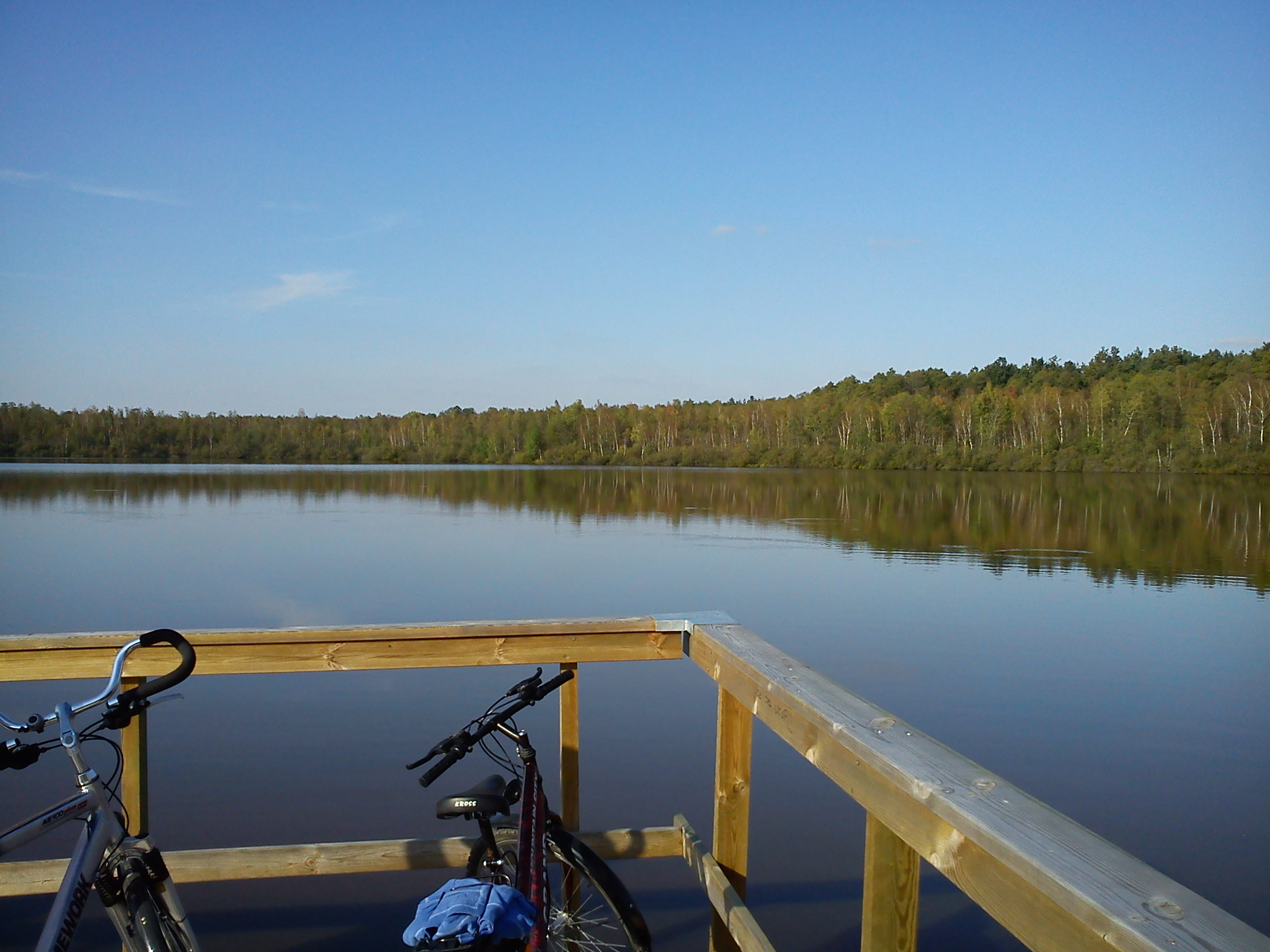
Jezioro Obradowskie

Lasy Parczewskie – lasy położone pomiędzy Kanałem Wieprz – Krzna a Tyśmienicą. Zajmują powierzchnię około 136 km² i leżą w obrębie gmin Uścimów, Ostrów Lubelski, Dębowa Kłoda, Parczew, Sosnowica. Od zachodu przylegają do doliny Tyśmienicy, od wschodu, północy, a także częściowo od południa sąsiadują z polami uprawnymi. Cały kompleks położony jest w zlewni Tyśmienicy, a odwadniają go jej dopływy Ochoża, Piwonia-Bobrówka oraz Konotopa. 
W trakcie okupacji hitlerowskiej był to jeden z ośrodków działalności partyzanckiej Armii Krajowej (27 Wołyńska DP AK po przejściu na Lubelszczyznę), Gwardii Ludowej, Armii Ludowej (m.in. oddział im. Adama Mickiewicza/Józefa Bema, batalion „Janusza” oraz batalion i brygada im. Jana Hołoda) oraz Batalionów Chłopskich (pluton „Niwy”) i partyzantki radzieckiej. Oddziałem dowodził Fiodor Kowalow ps. Fiedia. Od 18 do 21 lipca 1944 trwały zacięte walki partyzantów z hitlerowcami, zakończone wyparciem wojsk niemieckich z pomocą nacierającej Armii Czerwonej.
Dominują tutaj lasy iglaste, w mniejszym stopniu lasy mieszane, łąki i pastwiska, miejscami występują wrzosowiska. Największą powierzchnię zajmują obecnie bory sosnowe, lokalnie obserwuje się olsy, grądy, łęgi jesionowo-olchowe oraz zanikające bory bagienne i torfowiska przejściowe. Licznie występowały bagna i torfowiska o zwyczajowych nazwach: Rude Bagno, Uroczysko Hryc, Cygański Kąt czy Ochoża. Dzisiaj są to powierzchnie pokryte drzewostanem, a na terenie dawnego bagna Ochoża funkcjonuje plantacja borówki amerykańskiej.
Występuje tu około 23 gatunków ptaków, w tym: bocian biały, bocian czarny, podgorzałka, trzmielojad, bielik, orlik krzykliwy i derkacz. W 2010 roku cały kompleks leśny uznano za ostoję ptaków IBA.
W sąsiedztwie lasów znajdują się śródleśne jeziora: Czarne Gościnnieckie, Obradowskie (rezerwat przyrody), Kleszczów oraz stawy: Wiklik, Rumieniec, Płonne, Prokop użytkowane gospodarczo.
Przez Lasy Parczewskie biegnie turystyczny Szlak Partyzancki, oznaczony kolorem czerwonym i szlak zielony „Leśny”.
Na obszarze Lasów Parczewskich znajdują się 3 rezerwaty przyrody:
- Jezioro Obradowskie
- Królowa Droga
- Lasy Parczewskie

Znajduje się tu także Park Krajobrazowy Pojezierze Łęczyńskie oraz Poleski Obszar Chronionego Krajobrazu, w pobliżu zaś także Poleski Park Narodowy.